# Cristoforo di Schleswig-Holstein
Cristoforo, principe di Schleswig-Holstein (nome legale completo in tedesco: Christoph Prinz zu Schleswig-Holstein), duca di Schleswig-Holstein (Güby, 22 agosto 1949 – 27 settembre 2023), è stato il capo del casato di Schleswig-Holstein-Sonderburg-Glücksburg e dell'intero casato degli Oldenburg dal 1980.  Come membro della più alta nobiltà tedesca, egli fu duca titolare di Schleswig-Holstein e duca di Glücksburg, tradizionalmente designato come Sua altezza..

## Casato di Schleswig-Holstein-Sonderburg-Glücksburg
Il casato di Oldenburg—in uno dei suoi rami cadetti—è la casata reale di Danimarca (dal 1448) e Norvegia (1450–1818 e dal 1905), ed è stata la casata reale di diversi altri paesi incluso Grecia, Svezia e Russia, ed include il re del Regno Unito. In quanto tale, egli è il capo di una famiglia che al giorno d'oggi include la regina Margherita II di Danimarca, re Harald V di Norvegia, re Costantino II di Grecia e, patrilinearmente, Carlo III del Regno Unito. Il suo bis-bisnonno, Federico, duca di Schleswig-Holstein-Sonderburg-Glücksburg, era il fratello maggiore di re Cristiano IX di Danimarca, e attraverso di lui Cristoforo era erede per primogenitura maschile al titolo danese di duca di Glucksburg conferito dalla corona danese nel 1825. Cristoforo era anche, cognaticamente, un discendente della regina Vittoria e di Alessandro II di Russia, e fu nella linea di successione al trono britannico.

## Biografia
Cristoforo nacque nel castello di Louisenlund a Güby in Germania, figlio maggiore di Pietro, duca di Schleswig-Holstein (1922–1980) e di sua moglie la principessa Maria Alice di Schaumburg-Lippe (nata nel 1923). Ha un diploma in ingegneria agraria. Cristoforo ha servito come riservista nell'esercito tedesco per due anni detenendo il rango di tenente.
È succeduto alla guida della casata ducale il 30 settembre 1980 in seguito alla morte di suo padre. Mentre il possedimento dei ducati uniti di Schleswig e Holstein erano stati assegnati da una serie di guerre e trattati sin dalla prima guerra dello Schleswig del 1848 ed il protocollo di Londra del 1852, il titolo ducale fu portato dal padre e dal nonno paterno di Cristoforo (come ereditato dal suo bisnonno, Federico Ferdinando, duca di Schleswig-Holstein-Sonderburg-Glücksburg nel 1934). Tuttavia Cristoforo è conosciuto anche con il titolo che è condiviso dai cadetti maschi della dinastia di "principe di Schleswig-Holstein-Sonderburg-Glücksburg".
Dal 1980 presiedette il consiglio di amministrazione della fondazione di famiglia che possiede il castello avito della casata di Glücksburg, il castello di Glücksburg. Cristoforo fu un membro fondatore del GLC Glücksburg Consulting Group e fungeva da presidente dell'Advisory Board. Risiedeva a Grünholz vicino Schwansen dove coltivò interessi economici nell'agricoltura, nella silvicoltura e nell'immobiliare. Era il proprietario delle tenute di Grünholz e Bienebek e uno dei più grandi proprietari terrieri dello Schleswig-Holstein. Sua sorella, la principessa Ingeborg, presiedeva il consiglio di un ulteriore fondazione di famiglia, il Stiftung Louisenlund.

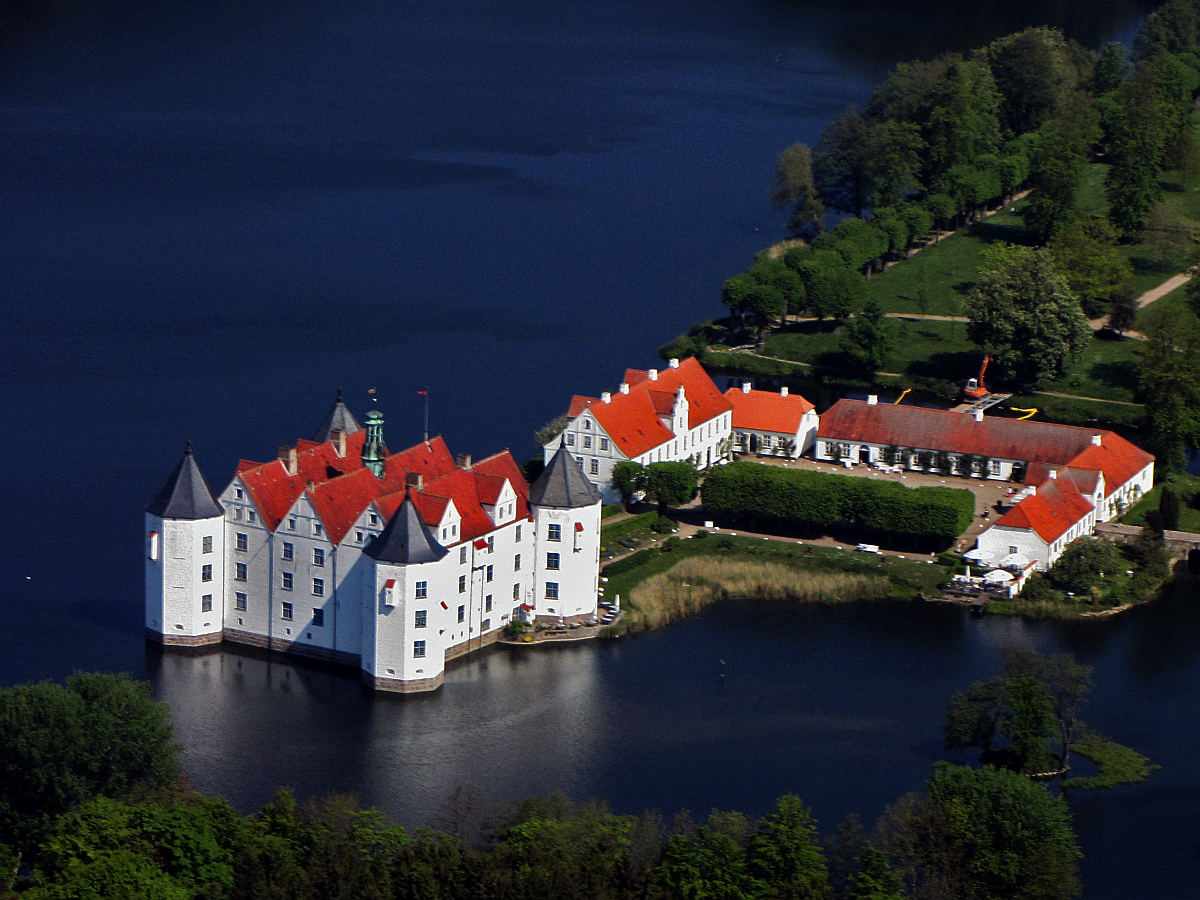
Il castello di Glücksburg
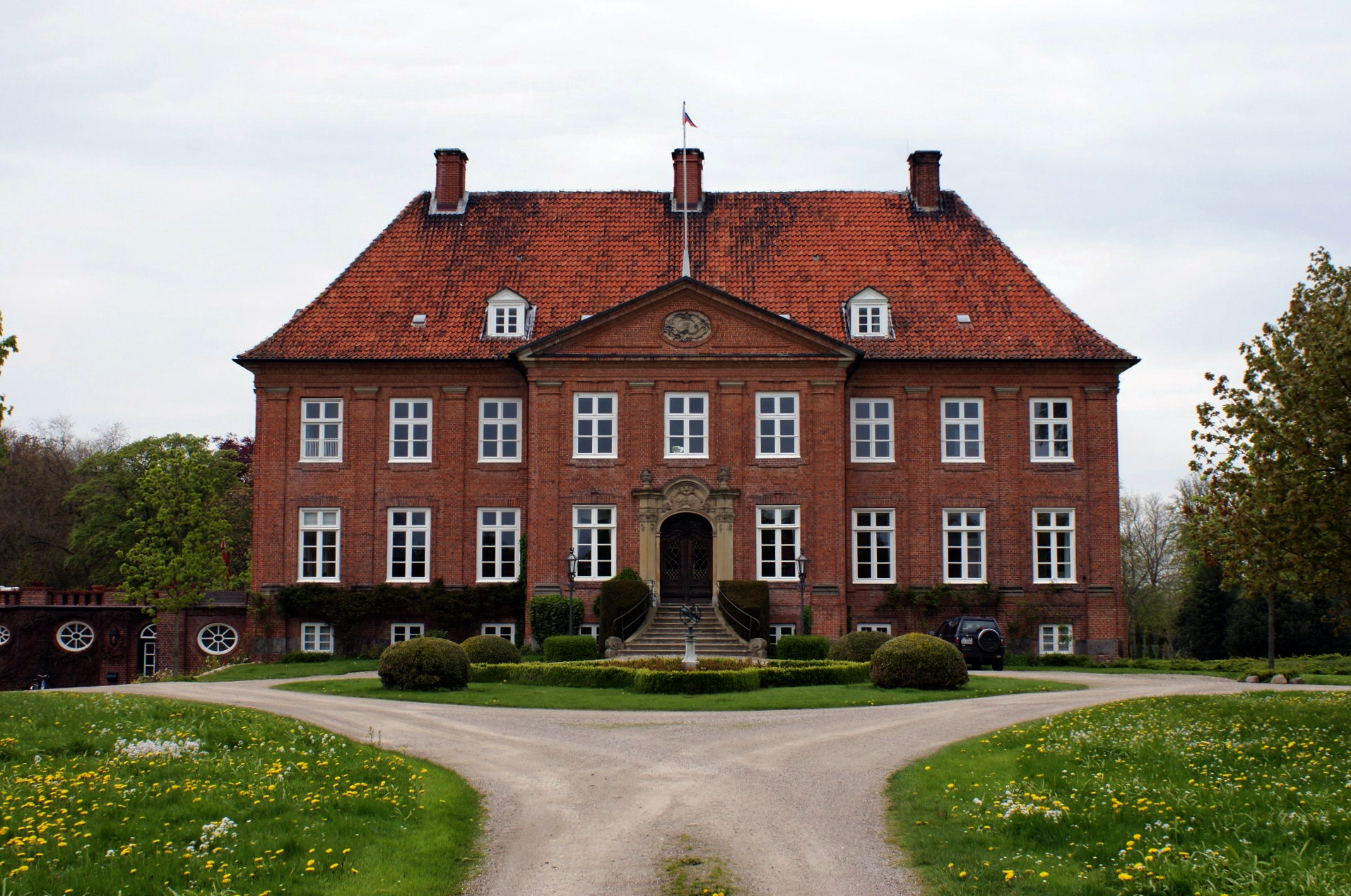
La tenuta di Grünholz
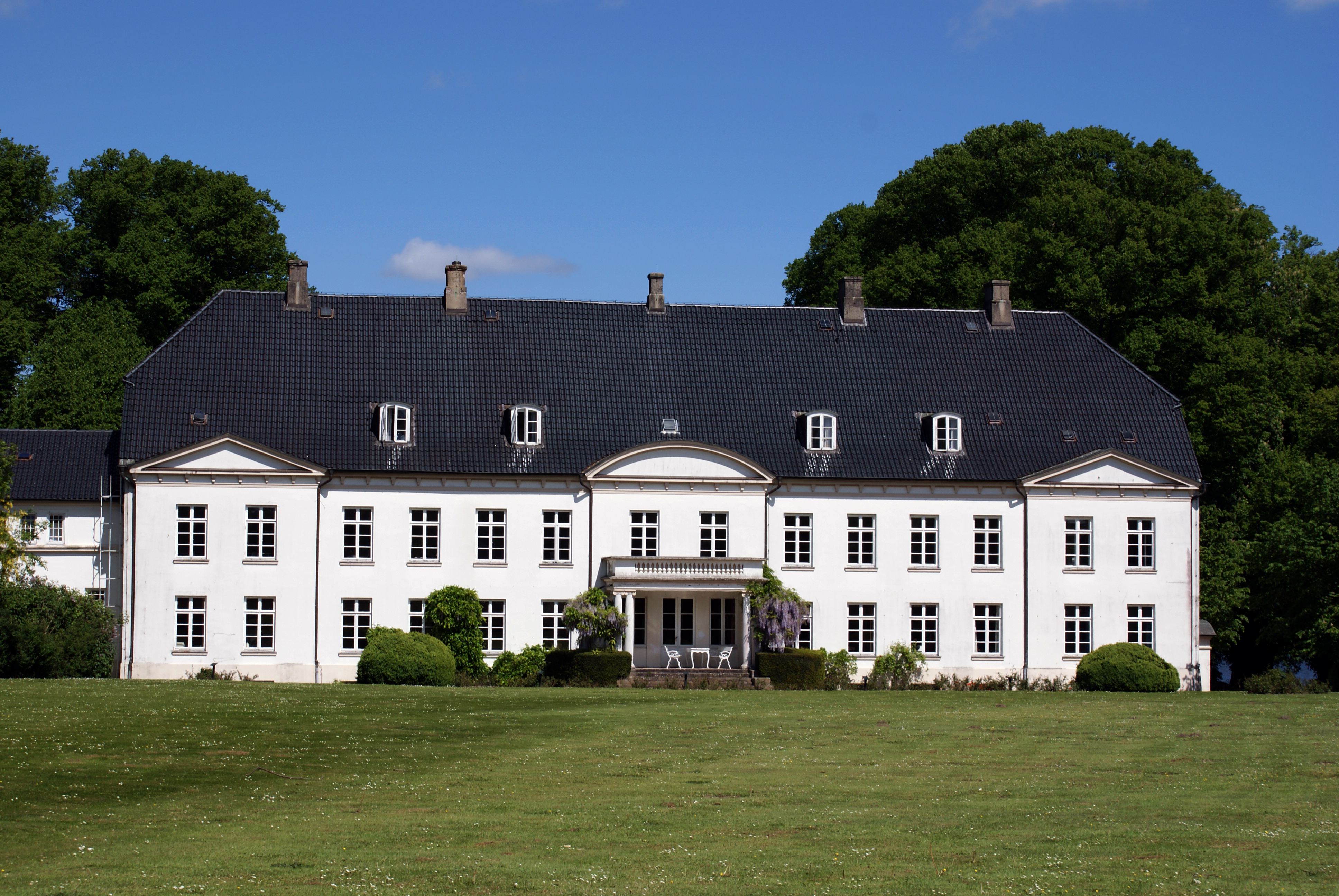
Il maniero di Louisenlund

## Famiglia
Cristoforo sposò la principessa Elisabetta di Lippe-Weissenfeld (b. 1957), figlia del principe Alfredo di Lippe-Weissenfeld e della baronessa Irmgard Julinka Wagner von Wehrborn, a Glücksburg civilmente il 23 settembre 1981 e religiosamente il 3 ottobre. La coppia ebbe quattro figli:
- Principessa Sofia di Schleswig-Holstein (nata il 9 ottobre 1983 a Eckernförde)[1][2]
- Federico Ferdinando, principe ereditario di Schleswig-Holstein (nato il 19 luglio 1985 a Eckernförde)[1][2]
- Principe Costantino di Schleswig-Holstein (nato il 14 luglio 1986 a Eckernförde)[1][2]
- Principe Leopoldo di Schleswig-Holstein (nato il 5 settembre 1991 a Eckernförde)[1][2]

## Titoli e trattamento
- 22 agosto 1949 – 10 febbraio 1965: sua altezza principe Cristoforo di Schleswig-Holstein-Sonderburg-Glücksburg
- 10 febbraio 1965 – 30 settembre 1980: sua altezza il principe ereditario di Schleswig-Holstein
- 30 settembre 1980 – 2023: sua altezza Cristoforo, principe di Schleswig-Holstein (duca titolare di Schleswig-Holstein, duca titolare di Glücksburg, principe di Schleswig-Holstein-Sonderburg-Glücksburg)

### Titolo militare
- Leutnant Prinz zu Schleswig-Holstein

## Ascendenza
|                                                  |                                       |                                                                            | Genitori                                                          |  |  | Nonni |  |  | Bisnonni                                                              |  |  | Trisnonni                                                  |  |
|                                                  |                                       |                                                                            |                                                                   |  |  |       |  |  | Federico Ferdinando, duca di Schleswig-Holstein-Sonderburg-Glücksburg |  |  | Federico, duca di Schleswig-Holstein-Sonderburg-Glücksburg |  |
|                                                  |                                       |                                                                            |                                                                   |  |  |       |  |  | Federico Ferdinando, duca di Schleswig-Holstein-Sonderburg-Glücksburg |  |  | Federico, duca di Schleswig-Holstein-Sonderburg-Glücksburg |  |
|                                                  |                                       | principessa Adelaide di Schaumburg-Lippe                                   |                                                                   |  |  |       |  |  | Federico Ferdinando, duca di Schleswig-Holstein-Sonderburg-Glücksburg |  |  |                                                            |  |
| Guglielmo Federico, duca di Schleswig-Holstein   |                                       |                                                                            |                                                                   |  |  |       |  |  | Federico Ferdinando, duca di Schleswig-Holstein-Sonderburg-Glücksburg |  |  |                                                            |  |
|                                                  |                                       | principessa Carolina Matilde di Schleswig-Holstein-Sonderburg-Augustenburg | Federico VIII, duca di Schleswig-Holstein-Sonderburg-Augustenburg |  |  |       |  |  |                                                                       |  |  |                                                            |  |
|                                                  |                                       | principessa Carolina Matilde di Schleswig-Holstein-Sonderburg-Augustenburg | Federico VIII, duca di Schleswig-Holstein-Sonderburg-Augustenburg |  |  |       |  |  |                                                                       |  |  |                                                            |  |
|                                                  |                                       | principessa Carolina Matilde di Schleswig-Holstein-Sonderburg-Augustenburg | principessa Adelaide di Hohenlohe-Langenburg                      |  |  |       |  |  |                                                                       |  |  |                                                            |  |
| Pietro, duca di Schleswig-Holstein               |                                       | principessa Carolina Matilde di Schleswig-Holstein-Sonderburg-Augustenburg |                                                                   |  |  |       |  |  |                                                                       |  |  |                                                            |  |
|                                                  |                                       | Ernesto II, principe di Hohenlohe-Langenburg                               | Ermanno, principe di Hohenlohe-Langenburg                         |  |  |       |  |  |                                                                       |  |  |                                                            |  |
|                                                  |                                       | Ernesto II, principe di Hohenlohe-Langenburg                               | Ermanno, principe di Hohenlohe-Langenburg                         |  |  |       |  |  |                                                                       |  |  |                                                            |  |
|                                                  |                                       | Ernesto II, principe di Hohenlohe-Langenburg                               | Principessa Leopoldina di Baden                                   |  |  |       |  |  |                                                                       |  |  |                                                            |  |
| principessa Maria Melita di Hohenlohe-Langenburg |                                       | Ernesto II, principe di Hohenlohe-Langenburg                               |                                                                   |  |  |       |  |  |                                                                       |  |  |                                                            |  |
|                                                  |                                       | Principessa Alessandra di Sassonia-Coburgo-Gotha                           | Alfredo, duca di Sassonia-Coburgo-Gotha                           |  |  |       |  |  |                                                                       |  |  |                                                            |  |
|                                                  |                                       | Principessa Alessandra di Sassonia-Coburgo-Gotha                           | Alfredo, duca di Sassonia-Coburgo-Gotha                           |  |  |       |  |  |                                                                       |  |  |                                                            |  |
|                                                  |                                       | Principessa Alessandra di Sassonia-Coburgo-Gotha                           | Granduchessa Marija Aleksandrovna di Russia                       |  |  |       |  |  |                                                                       |  |  |                                                            |  |
| Cristoforo, principe di Schleswig-Holstein       |                                       | Principessa Alessandra di Sassonia-Coburgo-Gotha                           |                                                                   |  |  |       |  |  |                                                                       |  |  |                                                            |  |
|                                                  | Giorgio, principe di Schaumburg-Lippe | Adolfo I, principe di Schaumburg-Lippe                                     |                                                                   |  |  |       |  |  |                                                                       |  |  |                                                            |  |
|                                                  | Giorgio, principe di Schaumburg-Lippe | Adolfo I, principe di Schaumburg-Lippe                                     |                                                                   |  |  |       |  |  |                                                                       |  |  |                                                            |  |
|                                                  | Giorgio, principe di Schaumburg-Lippe | Principessa Erminia di Waldeck e Pyrmont                                   |                                                                   |  |  |       |  |  |                                                                       |  |  |                                                            |  |
| Principe Stefano di Schaumburg-Lippe             | Giorgio, principe di Schaumburg-Lippe |                                                                            |                                                                   |  |  |       |  |  |                                                                       |  |  |                                                            |  |
|                                                  |                                       | Principessa Maria Anna di Sassonia-Altenburg                               | Principe Maurizio di Sassonia-Altenburg                           |  |  |       |  |  |                                                                       |  |  |                                                            |  |
|                                                  |                                       | Principessa Maria Anna di Sassonia-Altenburg                               | Principe Maurizio di Sassonia-Altenburg                           |  |  |       |  |  |                                                                       |  |  |                                                            |  |
|                                                  |                                       | Principessa Maria Anna di Sassonia-Altenburg                               | Principessa Augusta di Sassonia-Meiningen                         |  |  |       |  |  |                                                                       |  |  |                                                            |  |
| Principessa Maria Alice di Schaumburg-Lippe      |                                       | Principessa Maria Anna di Sassonia-Altenburg                               |                                                                   |  |  |       |  |  |                                                                       |  |  |                                                            |  |
|                                                  |                                       | Federico Augusto II, granduca di Oldenburg                                 | Pietro II, granduca di Oldenburg                                  |  |  |       |  |  |                                                                       |  |  |                                                            |  |
|                                                  |                                       | Federico Augusto II, granduca di Oldenburg                                 | Pietro II, granduca di Oldenburg                                  |  |  |       |  |  |                                                                       |  |  |                                                            |  |
|                                                  |                                       | Federico Augusto II, granduca di Oldenburg                                 | Principessa Elisabetta di Sassonia-Altenburg                      |  |  |       |  |  |                                                                       |  |  |                                                            |  |
| Duchessa Ingeborg di Oldenburg                   |                                       | Federico Augusto II, granduca di Oldenburg                                 |                                                                   |  |  |       |  |  |                                                                       |  |  |                                                            |  |
|                                                  |                                       | Principessa Elisabetta di Meclemburgo-Schwerin                             | Federico Francesco II, granduca di Meclemburgo-Schwerin           |  |  |       |  |  |                                                                       |  |  |                                                            |  |
|                                                  |                                       | Principessa Elisabetta di Meclemburgo-Schwerin                             | Federico Francesco II, granduca di Meclemburgo-Schwerin           |  |  |       |  |  |                                                                       |  |  |                                                            |  |
|                                                  |                                       | Principessa Elisabetta di Meclemburgo-Schwerin                             | Principessa Maria di Schwarzburg-Rudolstadt                       |  |  |       |  |  |                                                                       |  |  |                                                            |  |
|                                                  |                                       | Principessa Elisabetta di Meclemburgo-Schwerin                             |                                                                   |  |  |       |  |  |                                                                       |  |  |                                                            |  |